# Graphocephala flavovittata
Graphocephala flavovittata är en insektsart som beskrevs av Metcalf 1955. Graphocephala flavovittata ingår i släktet Graphocephala och familjen dvärgstritar. Inga underarter finns listade i Catalogue of Life.